# Thymariodes areolaris
Thymariodes areolaris — ископаемый наездник рода Thymariodes семейства Ichneumonidae. Описан по единственной находке в балтийском янтаре из верхнего эоцена. 

## Описание
Длина тела 5,5 мм, длина переднего крыла 4 мм. Окраска тела чёрная. Первые 6 члеников усиков и наличник красные. Голени и лапки рыжевато-коричневые. Яйцеклад длинный.
Выявлено близкое родство данного рода и родов Neliopisthus, Oedemopsis, Zagryphus, Thymaris, по ряду признаков род считается наиболее примитивным в данной ветви.